# Tswagare/Lothoje/Lokalana
Tswagare/Lothoje/Lokalana è un villaggio del Botswana situato nel distretto Meridionale, sottodistretto di Barolong. Il villaggio, secondo il censimento del 2011, conta 197 abitanti.